# Hipposideros dinops
Hipposideros dinops is een vleermuis uit het geslacht Hipposideros.

## Kenmerken
H. dinops is een zeer grote bladneus die op Hipposideros diadema lijkt. Die soort heeft echter een minder massief gehemelte en minder massieve tanden. Mannetjes zijn wat groter dan vrouwtjes. De kop-romplengte van H. dinops bedraagt 88 tot 105 mm, de staartlengte 54 tot 63 mm, de voorarmlengte 90 tot 95 mm, de tibialengte 40,6 tot 44,7 mm, de oorlengte 31 tot 34 mm en het gewicht 67 tot 78 g.

## Verspreiding
Deze soort komt voor op Bougainville (Papoea-Nieuw-Guinea) en in de Salomonseilanden op Guadalcanal, Malaita, New Georgia, San Jorge en Santa Isabel. De kleinere dieren uit Malaita vertegenwoordigen misschien een aparte ondersoort. De gelijkende soort Hipposideros pelingensis uit Celebes, op zo'n 1800 km van H. dinops, wordt wel als een ondersoort van deze soort beschouwd, maar de classificatie met twee soorten wordt nu vaker gebruikt, omdat de twee soorten verschillen in de lengte van het scheenbeen, die korter is bij de westelijke soort, en in de vorm van de snijtanden (bij dinops zijn de knobbels aan de buitenkant van de snijtanden groter, bij pelingensis die aan de binnenkant).
Hipposideros abae · Himalayarondbladneus (Hipposideros armiger) · Hipposideros ater · Hipposideros beatus · Hipposideros bicolor · Hipposideros boeadii · Hipposideros breviceps · Gewone rondbladneus (Hipposideros caffer) · Hipposideros calcaratus · Hipposideros camerunensis · Hipposideros cervinus · Hipposideros cineraceus · Reuzenrondbladneus (Hipposideros commersoni) · Hipposideros coronatus · Hipposideros corynophyllus · Hipposideros coxi · Hipposideros crumeniferus · Hipposideros curtus · Hipposideros cyclops · Hipposideros demissus · Hipposideros diadema · Hipposideros dinops · Hipposideros doriae · Hipposideros durgadasi · Hipposideros dyacorum · Hipposideros edwardshilli · Hipposideros fuliginosus · Hipposideros fulvus · Hipposideros galeritus · Hipposideros gigas · Hipposideros grandis · Hipposideros halophyllus · Hipposideros hypophyllus · Hipposideros inexpectatus · Hipposideros inornatus · Jonesrondbladneus (Hipposideros jonesi) · Hipposideros khaokhouayensis · Hipposideros khasiana · Hipposideros lamottei · Hipposideros lankadiva · Hipposideros larvatus · Hipposideros lekaguli · Hipposideros lylei · Hipposideros macrobullatus · Hipposideros madurae · Hipposideros maggietaylorae · Hipposideros marisae · Hipposideros megalotis · Hipposideros muscinus · Maleise rondbladvleermuis (Hipposideros nequam) · Hipposideros obscurus · Hipposideros orbiculus · Hipposideros papua · Hipposideros pelingensis · Hipposideros pomona · Hipposideros pratti · Hipposideros pygmaeus · Hipposideros ridleyi · Hipposideros rotalis · Hipposideros ruber · Hipposideros scutinares · Hipposideros semoni · Hipposideros sorenseni · Schneiders rondbladneus (Hipposideros speoris) · Hipposideros stenotis · Hipposideros sumbae · Hipposideros thomensis · Hipposideros turpis · Hipposideros vittatus · Hipposideros wollastoni